# Arturo Ramírez
Arturo José Ramírez Álvarez (né le 19 avril 1991 à San Juan de Los Morros) est un athlète vénézuélien, spécialiste du 200 et du 400 m.
Son meilleur temps sur 200 m est de 20 s 78, réalisé à Sucre le 25 novembre 2009, tandis que sur 400 m, il a couru en 45 s 84, à Barquisimeto le 8 juin 2012. Sur 200 m, il remporte la médaille d'or lors des Championnats d'Amérique du Sud d'athlétisme espoirs 2010.